# Jacques Laposte
Jacques „Jacky“ Laposte (* 24. März 1952 in La Trinité, Martinique) ist ein ehemaliger französischer Fußballspieler.

## Karriere
Laposte wurde im französischen Überseegebiet Martinique geboren, kam aber als junger Mann ins französische Mutterland, um dort Arbeit zu suchen; infolgedessen lebte er in der Hauptstadt Paris und wurde 1972 mit 20 Jahren vom Drittligisten Paris Saint-Germain verpflichtet, um nach dessen Lizenzentzug an einem Neustart teilzunehmen. Der vielseitig vor allem im Mittelfeld eingesetzte Spieler schaffte nebenbei die Aufnahme in die französische U-21-Auswahl sowie die Militärmannschaft des Landes. Mit dem Verein gelang ihm 1973 der Aufstieg in die zweite und 1974 der erneute Aufstieg in die höchste französische Spielklasse. 
Trotz zahlreicher Neuverpflichtungen behielt Laposte seinen Stammplatz und trat so den Kampf um den Klassenerhalt in der ersten Liga an. Diesen Kampf bestand er, verschwand jedoch im Verlauf der Saison 1977/78 völlig aus dem Team; auch wenn er danach zurückkehrte, blieb ihm der Durchbruch verwehrt. 1979 beendete er mit 27 Jahren nach 86 Erstligapartien mit sieben Toren sowie weiteren Einsätzen in der zweiten und dritten Liga seine Laufbahn als Fußballspieler. Anschließend kehrte er nach Martinique zurück, wo er Angestellter in einem Krankenhaus wurde.